# 卢旺达行政区划
卢旺达全国划分为4个省和1个市，下设40个县市（akarere）、416个乡镇（umujyi）。2006年1月1日之前，该国则划分为12个省。后来政府为了解决1994年卢旺达大屠杀引起的问题，决定重组政区。其中首要原因是向地方下放权力，因为当局认为政府权力过于集中是导致种族屠杀的主要因素；其次则是为了使各政区的族群更多元化，以减少族群之间的分化。

## 各省列表
自2006年1月1日起，卢旺达的各一级行政区如下：
- 东部省（Province de l'Est）
- 北部省（Province du Nord）
- 西部省（Province de l'Ouest）
- 南部省（Province du Sud）
- 基加利市（Ville de Kigali）

## 旧省

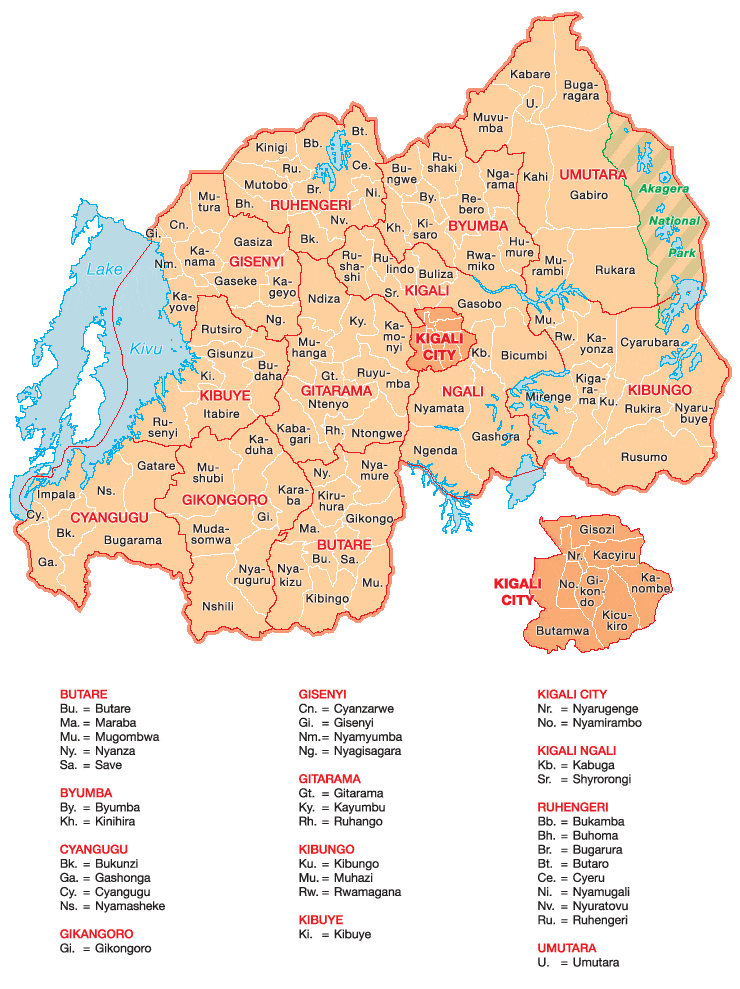
2006年前卢旺达行政区划

2006年前的省份如下：
- 布塔雷省（Butare）
- 比温巴省（Byumba）
- 尚古古省（Cyangugu）
- 吉孔戈罗省（Gikongoro）
- 吉塞尼省（Gisenyi）
- 吉塔拉马省（Gitarama）
- 基本古省（Kibungo）
- 基布耶省（Kibuye）
- 基加利市（Kigali）
- 基加利-恩加利省（Kigali Rural）
- 鲁亨盖里省（Ruhengeri）
- 乌姆塔拉省（Umutara）